# Stazione meteorologica di Sgonico
La stazione meteorologica di Sgonico è la stazione meteorologica di riferimento  relativa alla località di Sgonico.

## Coordinate geografiche
La stazione meteorologica si trova nell'area climatica dell'Italia nord-orientale, in Friuli-Venezia Giulia, in provincia di Trieste, nel comune di Sgonico, a 282 metri s.l.m. e alle coordinate geografiche 45°43′N 13°46′E.

## Dati climatologici
In base alla media trentennale di riferimento 1961-1990, la temperatura media del mese più freddo, gennaio, si attesta a +3,0 °C, quella del mese più caldo, luglio, è di +21,4 °C.
Le precipitazioni sono superiori ai 1.200 mm, mediamente distribuite in 100 giorni, con picco in autunno e primavera e minimi relativi in inverno ed estate .
| Sgonico                            | Mesi | Mesi | Mesi | Mesi | Mesi | Mesi | Mesi | Mesi | Mesi | Mesi | Mesi | Mesi | Stagioni | Stagioni | Stagioni | Stagioni | Anno  |
| Sgonico                            | Gen  | Feb  | Mar  | Apr  | Mag  | Giu  | Lug  | Ago  | Set  | Ott  | Nov  | Dic  | Inv      | Pri      | Est      | Aut      | Anno  |
| ---------------------------------- | ---- | ---- | ---- | ---- | ---- | ---- | ---- | ---- | ---- | ---- | ---- | ---- | -------- | -------- | -------- | -------- | ----- |
| T. max. media (°C)                 | 6,6  | 8,1  | 12,2 | 15,4 | 19,6 | 24,0 | 27,2 | 27,0 | 23,2 | 17,2 | 11,4 | 7,9  | 7,5      | 15,7     | 26,1     | 17,3     | 16,7  |
| T. min. media (°C)                 | −0,7 | −0,3 | 3,0  | 5,4  | 9,2  | 12,9 | 15,6 | 15,5 | 12,7 | 8,1  | 3,6  | 0,2  | −0,3     | 5,9      | 14,7     | 8,1      | 7,1   |
| Precipitazioni (mm)                | 88   | 73   | 86   | 102  | 116  | 126  | 78   | 99   | 112  | 124  | 116  | 119  | 280      | 304      | 303      | 352      | 1 239 |
| Giorni di pioggia                  | 9    | 7    | 8    | 8    | 10   | 9    | 7    | 8    | 8    | 9    | 8    | 9    | 25       | 26       | 24       | 25       | 100   |
| Eliofania assoluta (ore al giorno) | 3,3  | 4,5  | 4,7  | 5,5  | 6,9  | 7,9  | 8,6  | 8,2  | 6,3  | 5,1  | 4,0  | 3,1  | 3,6      | 5,7      | 8,2      | 5,1      | 5,7   |